# Konya mo Nemurenai
Konya mo Nemurenai (今夜も眠れない, «No puc dormir aquesta nit») és una sèrie manga japonesa de gènere BL escrit i dibuixat per la mangaka Kotetsuko Yamamoto. Va ser publicat originalment a la revista Rutile per part de l'editoral Gentosha i posteriorment va ser editat en tres volums recopilatoris entre 2012 i 2014. La història descriu la relació entre Rikiya, un estudiant universitari homosexual que intenta trobar parella en un lloc de cites, i Endo, un dimoni el qual invoca accidentalment.
L'obra només ha estat publicada al Japó i va tenir una sèrie derivada anomenada Kimi to Kore Kara, centrat en dos personatges al manga, Goro i Verde, publicat en dos volums el 2015 i 2017, respectivament.

## Argument
En Rikiya Higuchi és un estudiant universitari homosexual tímid que no ha tingut mai parella i vol trobar-ne. Finalment, es decideix a inscriure's a un lloc web de cites amb la intenció de tenir un canvi a la seva vida. Tanmateix, la cosa no surt com s'esperava i és enganyat i conduït a un hotel en contra de la seva voluntat. Espantat, en aquell precís moment invoca accidentalment un dimoni poderós, però amb l'aspecte d'un nen, anomenat Endo, el qual decideix quedar-se perquè no li agrada la persona amb què el volen casar i s'instal·larà a casa d'en Rikiya.

## Personatges
- Rikiya Higuchi (樋口力也): és un estudiant universitari que cerca un xicot a través d'un web de cites, acaba sent enganyat per un home i salvat per Endo, pel qual començarà a sentir-se influït.[4]
- Endo (エンド): és un poderós dimoni de nivell superior convocat accidentalment per en Rikiya. Un cop el salva, decideix instal·lar-se a casa seva per evitar un matrimoni concertat al seu món amb un altre dimoni.[4]
- Verde Dogo Alfentino (ベルデ・ドゴ・アルフェンティノ)[5]
- Goro Sakamoto (坂本 吾郎)[5]
- Mark (マーク)[5]

## Publicació
El manga es va publicar periòdicament de 22 de juliol de 2011 a 22 de juliol de 2014 a la revista Rutile, la qual pertany a l'editorial Gentosha. A mesura que s'anaven publicant els capítols van ser recollits progressivament en volums recopilatoris i com a part de la col·lecció editorial Birds Comics Rutile. Aquests van ser posats a la venda successivament els anys 2012, 2013 i 2014, resultant en un total de tres volums en format tankobon i quedant el manga amb un total de 19 capítols.
| Volum | Data de publicació   | ISBN          | Segell                         | Ref.  |
| ----- | -------------------- | ------------- | ------------------------------ | ----- |
| 1     | 24 d'agost de 2012   | 9784344825789 | Birds Comics Rutile Collection | [ 6 ] |
| 2     | 24 d'agost de 2013   | 9784344828926 | Birds Comics Rutile Collection | [ 8 ] |
| 3     | 24 d'octubre de 2014 | 9784344832398 | Birds Comics Rutile Collection | [ 7 ] |